# Мілештій-де-Жос
Мілештій-де-Жос (рум. Mileștii de Jos) — село у повіті Бакеу в Румунії. Входить до складу комуни Парінча.
Село розташоване на відстані 239 км на північ від Бухареста, 15 км на південний схід від Бакеу, 85 км на південний захід від Ясс, 138 км на північний захід від Галаца, 145 км на північний схід від Брашова.

## Населення
За даними перепису населення 2002 року у селі проживали 175 осіб, усі — румуни. Усі жителі села рідною мовою назвали румунську. За динними перепису 2011 року у селі проживало 176 осіб.